# تاريخ لجنة بناء السلام
أنشأت لجنة بناء السلام بموجب قرارين صادرين عن الأمم المتحدة، القرار الأول  صدر عن الجمعية العامة للأمم المتحدة تحت الرقم 60/180 لعام 2005م، والقرار الثاني صدر عن مجلس الأمن الدولي تحت الرقم 1645 من العام نفسـه.
وأناط القرارين بالجنة ثلاث مهمات:
- الجمع بين جميع الأطراف الفاعلة ذات الصلة لحشد الموارد وتقديم المشورة والمقترحات بشأن استراتيجيات متكاملة لبناء السلام والتعافي في مرحلة ما بعد انتهاء الصراع؛
- تركيز الاهتمام على جهود التعمير وبناء المؤسسات، الضرورية للتعافي من الصراع، ودعم وضع استراتيجيات متكاملة لإرساء أسس التنمية المستدامة؛
- تقديم التوصيات والمعلومات لتحسين التنسيق بين جميع الأطراف الفاعلة ذات الصلة داخل الأمم المتحدة وخارجها، وتحديد أفضل الممارسات، والمساعدة على كفالة تمويل أنشطة التعافي المبكرة على نحو يمكن التنبؤ به، وتمديد فترة الاهتمام الذي يوليه المجتمع الدولي للتعافي من الصراع؛

يوجد حالياً (2018م) على جدول أعمال اللجنة ست دول، هي التالية:
[بحاجة لمصدر]
- بوروندي
- سيراليون
- غينيا
- غينيا - بيساو
- ليبريا
- جمهورية أفريقيا الوسطى